# Estilo Luis Felipe
El estilo Luis Felipe es un estilo de mobiliario francés en boga durante el reinado de Luis Felipe I de Francia (1830-1848) que influye también en la arquitectura.
Es el primer estilo de la burguesía, creado con objetivos compartidos entre la preocupación por la comodidad y el deseo de darse cartas de nobleza.

## Periodo
El estilo Luis Felipe se desarrolla durante el periodo llamado Monarquía de Julio bajo el reinado de Luis Felipe de 1830 a 1848. Surge tras el estilo de la Restauración y a su vez sería reemplazado por el estilo Segundo Imperio (denominado también estilo Napoleón III).

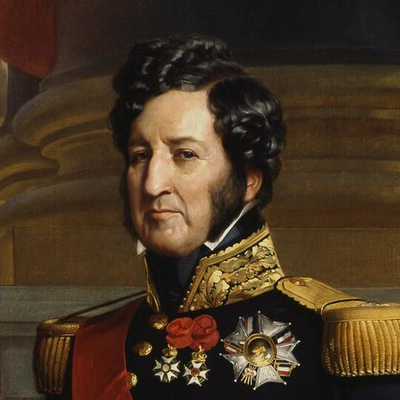
Luis Felipe I, rey de Francia de 1830 a 1848.

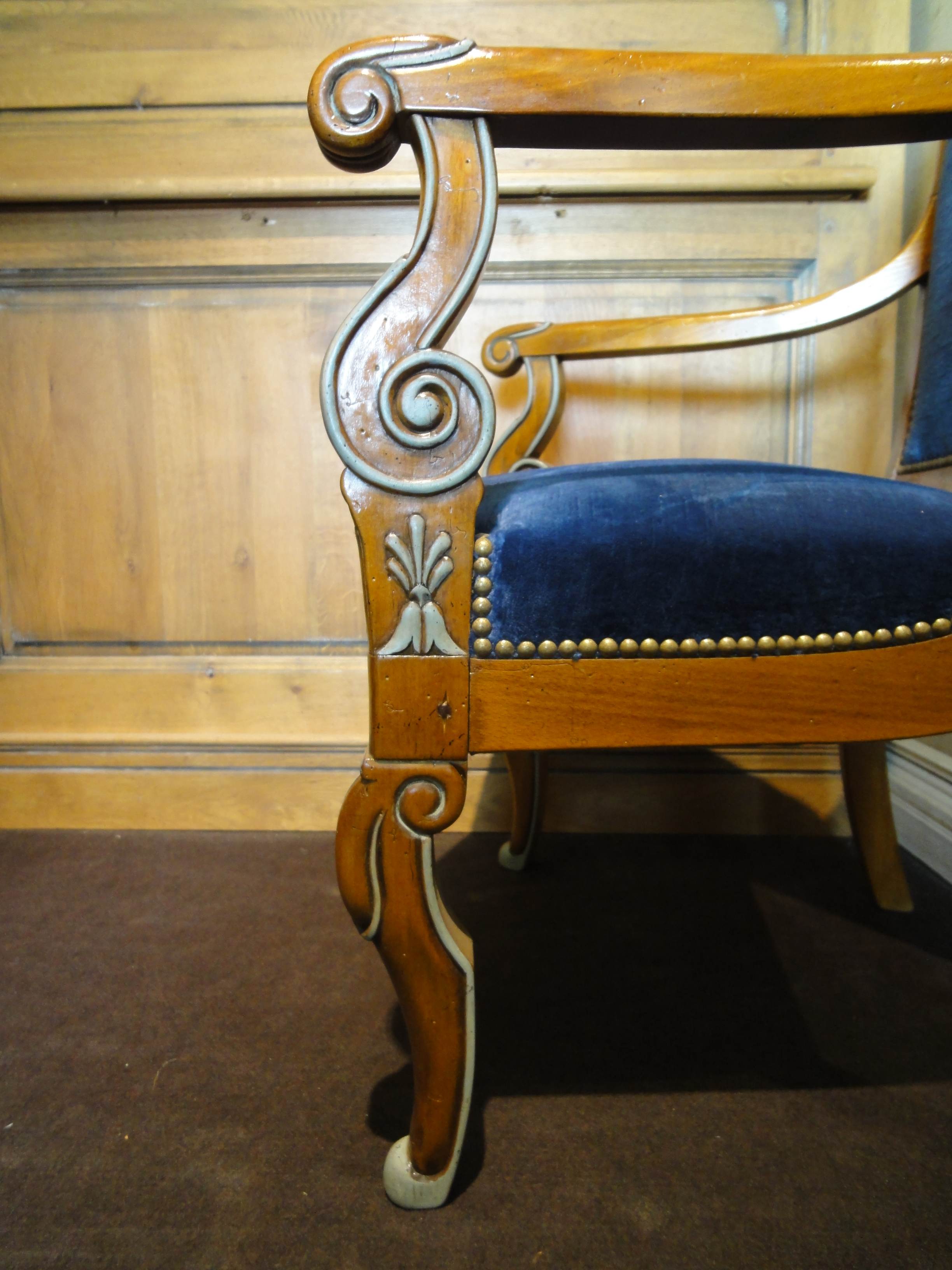
Estilo Luis Felipe.

## Mobiliario

### Muebles emblemáticos del estilo Luis Felipe
Los principales muebles producidos en el estilo Luis Felipe son:

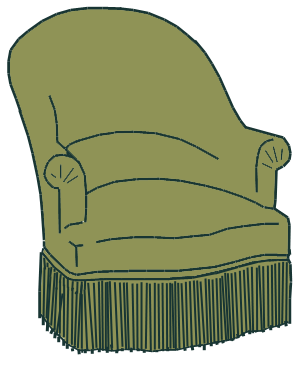
Butaca sapo Luis Felipe
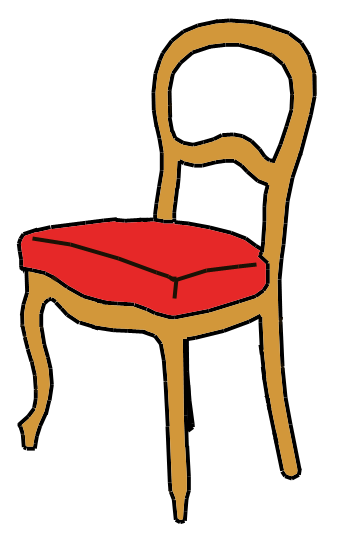
Silla Luis Felipe
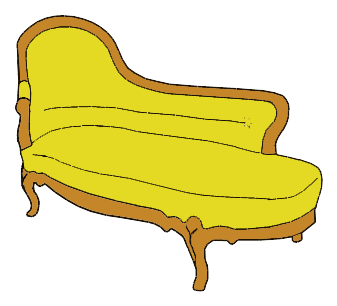
Meridiana Luis Felipe
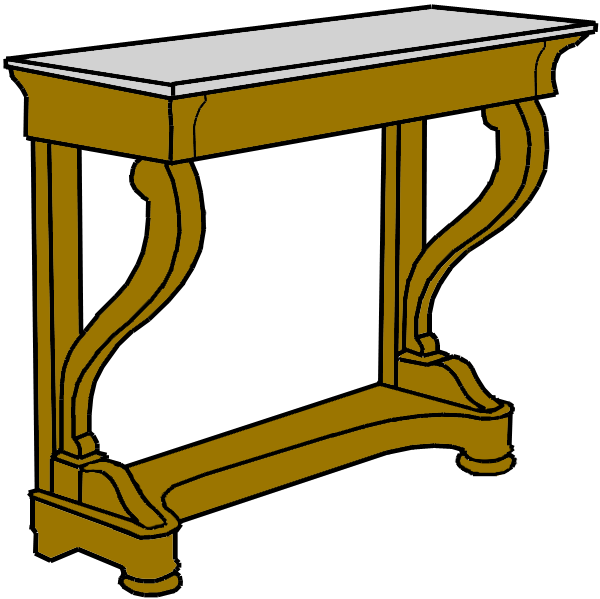
Consola auxiliar Luis Felipe
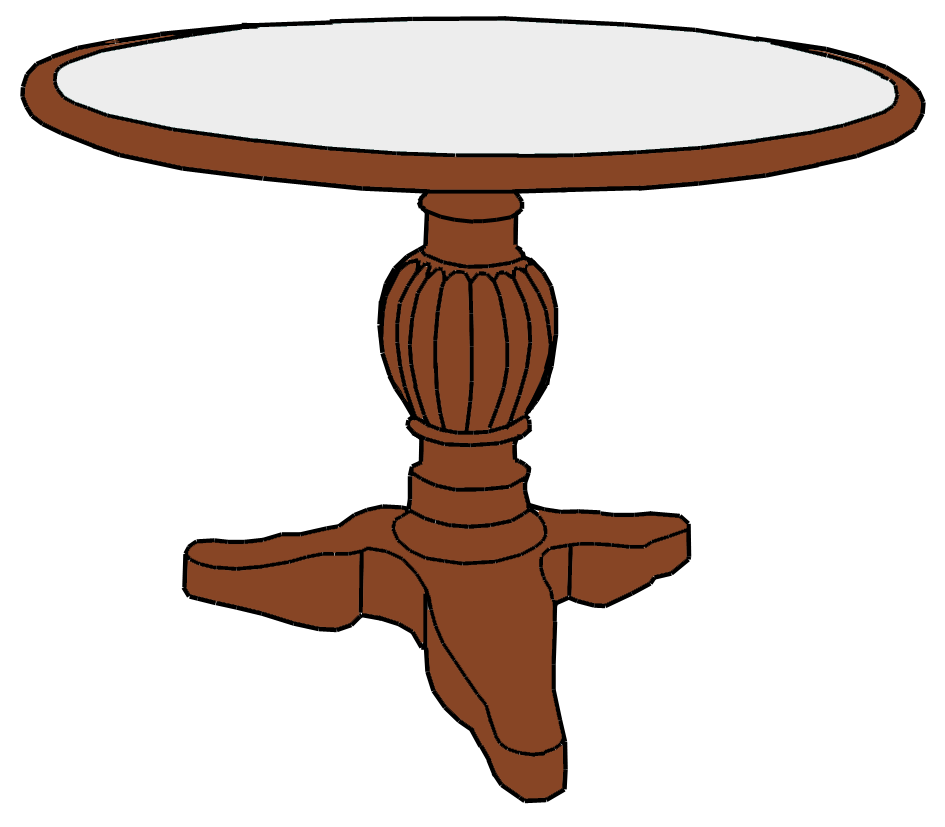
Mesa auxiliar Luis Felipe
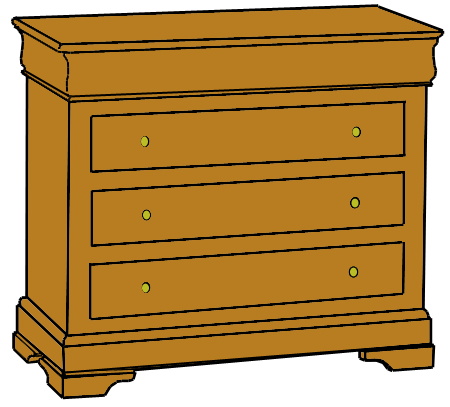
Cómoda Luis Felipe

## Ebanistas y carpinteros
- Claude-Amado Chenavard (1798 - 1838), decorador que introduce el estilo Renacimiento en los años 1830.[2]
- Georges Alphonse Jacob (hijo de Jacob Desmalter), carpintero en muebles de asiento.[2]
- Alexandre-Louis Bellangé (1799-1863), ebanista, hijo de Pierre-Antoine Bellangé[2]